# Candidatura di Roma per ospitare i Giochi della XXXIII Olimpiade
La candidatura di Roma per i Giochi della XXXIII Olimpiade, detta anche Roma 2024, fu una proposta del CONI e del Governo italiano per l'assegnazione delle Olimpiadi estive del 2024 alla città di Roma. Il 21 settembre 2016 Roma ritirò la sua candidatura per i Giochi.

## Cronologia della candidatura
La città, che aveva ospitato i Giochi della XVII Olimpiade nel 1960, espresse l'interesse per l'edizione del 2024. Una candidatura di Roma per le Olimpiadi estive del 2020 era già stata ritirata nel 2012, quando il governo italiano non diede il proprio sostegno alla candidatura alla vigilia della consegna del dossier al CIO, affermando che non sarebbe stato un uso responsabile di soldi pubblici nelle «attuali condizioni dell'Italia». Tuttavia, il 15 dicembre 2014, il presidente del Consiglio dei ministri Matteo Renzi e il presidente del CONI Giovanni Malagò annunciarono che Roma si sarebbe candidata per le Olimpiadi del 2024.
Il 10 febbraio 2015 il Comitato olimpico nazionale italiano (CONI) propose l'ex presidente della Ferrari Luca Cordero di Montezemolo come presidente del comitato organizzatore, nell'eventualità di assegnazione dei giochi. Montezemolo aveva già guidato in precedenza il comitato organizzatore della Coppa del Mondo FIFA 1990 in Italia.
La candidatura fu ufficializzata al CIO l'11 settembre 2015.
Nel giugno 2016 Simone Gambino, presidente della Federazione Cricket Italiana, dichiarò che il cricket sarebbe stato incluso alle Olimpiadi del 2024, se Roma fosse diventata la città ospitante.
La candidatura fu ritirata il 21 settembre 2016 dalla neosindaca Virginia Raggi, esponente del Movimento 5 Stelle, storicamente oppositore delle Olimpiadi, a suo dire per i problemi finanziari in corso nel Paese.
La prima cittadina espresse inoltre il parere che l'ospitare i giochi sarebbe stato irresponsabile e avrebbe solo causato un ulteriore indebitamento della città. Il 29 settembre l'assemblea capitolina di Roma Capitale approvò con 30 voti favorevoli e 12 contrari la mozione per bloccare la candidatura olimpica, ratificando la scelta della sindaca.
Nonostante la delibera del consiglio comunale, il 7 ottobre il CONI presentò comunque il dossier della seconda fase della candidatura in accordo con i termini previsti, tenendo così ancora formalmente attiva la candidatura italiana fino all'11 ottobre, giorno in cui comunicò ufficialmente l'interruzione del processo di candidatura.
Il 17 ottobre 2016 il CIO espresse il suo rammarico per il clima politico che aveva costretto Roma a sospendere la candidatura per i Giochi estivi del 2024.
Successivamente, poiché il sindaco di Milano Giuseppe Sala aveva in precedenza affermato che il capoluogo lombardo poteva presentare la propria candidatura ad ospitare i Giochi del 2028 o del 2032 nel caso in cui Roma avesse ritirato la sua candidatura per le Olimpiadi del 2024, il 4 ottobre 2016 il governatore della regione Lombardia Roberto Maroni riferì di aver incontrato il presidente del CONI Giovanni Malagò proponendo Milano e i suoi territori limitrofi come città candidata italiana per le Olimpiadi del 2028. Anche il sindaco di Napoli Luigi De Magistris aveva affermato che la città si stava preparando per essere una probabile candidata per le Olimpiadi del 2028, poiché i Giochi olimpici potevano rappresentare un'altra grande opportunità per il capoluogo campano, dopo aver ospitato la XXX Universiade. Entrambe le candidature non avranno seguito in quanto il CIO assegnò nella stessa sessione le olimpiadi del 2024 a Parigi e del 2028 a Los Angeles.

## Date
La candidatura di Roma 2024 proponeva come date di celebrazione delle Olimpiadi il periodo dal 2 al 18 agosto 2024 e per le Paralimpiadi il periodo dal 4 al 15 settembre 2024.

## Sedi di gara
Le sedi di gara inserite nel dossier erano le seguenti:
- Roma
  - Stadio Olimpico (72.000 spettatori - esistente con lavori di adeguamento), cerimonia di apertura, cerimonia di chiusura, atletica leggera, calcio;
  - Area temporanea di Tor Vergata (15.000 spettatori - temporanea), ginnastica artistica e pallavolo;
  - Centro del tennis di Tor Vergata (temporanea)
    - Campo centrale (15.000 spettatori), tennis;
    - Campo 1 (8.000 spettatori), tennis;
    - Campo 2 (7.000 spettatori), tennis;
    - Campo 3 (500 spettatori), tennis;
    - Campo 4 (500 spettatori), tennis;
    - Campo 5 (500 spettatori), tennis;
    - Campo 6 (500 spettatori), tennis;
    - Campo 7 (500 spettatori), tennis;
    - Campo 8 (500 spettatori), tennis;
    - Campo 9 (500 spettatori), tennis;

  - Circo Massimo (15.000 spettatori - temporanea), beach volley;
  - Complesso sportivo di Tor Vergata (da costruire)
    - Hall A (18.000 spettatori), pallacanestro;
    - Hall B (15.000 spettatori - da costruire), pallamano;

  - Fiera di Roma (temporanea)
    - Padiglione 1 (9.500 spettatori), scherma;
    - Padiglione 2 (9.300 spettatori), judo e lotta;
    - Padiglione 3 (10.000 spettatori), pugilato;
    - Padiglione 4 (7.000 spettatori), tennistavolo;
    - Padiglione 5 (7.000 spettatori), lotta;
    - Padiglione 7 (7.000 spettatori), badminton e taekwondo;

  - Fori imperiali (temporanea)
    - Tribuna A (7.000 spettatori), tiro con l'arco;
    - Tribuna B (6.000 spettatori), atletica leggera, ciclismo su strada, triathlon;

  - Palazzetto dello sport (4.000 spettatori - esistente con lavori di adeguamento), pallavolo;
  - Palazzo dello sport (11.500 spettatori - esistente), pallavolo e ginnastica ritmica;
  - Parco Centrale del Lago (27.500 spettatori - temporanea), triathlon;
  - Parco naturale degli sport acquatici (da costruire)
    - Bacino A (25.000 spettatori), canoa, canottaggio e nuoto di fondo;
    - Bacino B (8.000 spettatori), canoa slalom;

  - Piazza di Siena (15.000 spettatori - esistente), equitazione;
  - Stadio centrale del tennis (9.000 spettatori - esistente), pallanuoto;
  - Stadio dell'A.S. Roma (50.000 spettatori - da costruire), calcio;
  - Stadio delle Terme di Caracalla (3.000 spettatori - esistente), tiro con l'arco;
  - Stadio Flaminio (24.000 spettatori - esistente con lavori di adeguamento), pentathlon moderno e rugby;
  - Stadio Nicola Pietrangeli (6.000 spettatori - esistente), tuffi;
  - Stadio Olimpico del nuoto (15.000 spettatori - esistente), nuoto e nuoto sincronizzato;
  - Stadio Tre Fontane (10.000 spettatori - esistente con lavori di adeguamento), hockey su prato;
  - Tor di Quinto (12.000 spettatori - temporanea), tiro;
  - Velodromo di Tor Vergata (6.000 spettatori - da costruire), ciclismo BMX e ciclismo su pista;
  - Villa Ada (27.000 spettatori - temporanea), ciclismo mountain bike;
- Guidonia Montecelio
  - Marco Simone Golf and Country Club (28.000 spettatori - esistente con lavori di adeguamento), golf;
- Rocca di Papa
  - Pratoni del Vivaro (25.000 spettatori - esistente), equitazione;
- Bari
  - Stadio San Nicola (58.270 spettatori - esistente), calcio;
- Bologna
  - Stadio Renato Dall'Ara (38.279 spettatori - esistente), calcio;
- Cagliari
  - Porto di Cagliari (500 spettatori - temporanea), vela;
- Firenze
  - Stadio Artemio Franchi (37.366 spettatori - esistente), calcio;
- Genova
  - Stadio Luigi Ferraris (36.599 spettatori - esistente), calcio;
- Milano
  - Stadio Giuseppe Meazza (80.000 spettatori - esistente), calcio;
- Napoli
  - Stadio San Paolo (75.240 spettatori - esistente), calcio;
- Palermo
  - Stadio Renzo Barbera (36.349 spettatori - esistente), calcio;
- Torino
  - Juventus Stadium (41.254 spettatori - esistente), calcio;
- Udine
  - Stadio Friuli (35.000 spettatori - esistente), calcio;
- Verona
  - Stadio Marcantonio Bentegodi (42.000 spettatori - esistente), calcio.

## Logo
Il logo venne svelato lunedì 14 dicembre 2015 in una cerimonia speciale di 90 minuti al Palazzetto dello Sport. Il logo era stato ispirato al Colosseo con i colori della bandiera d'Italia.

## Slogan
Il 27 maggio 2016, il CONI lanciò il sito web della candidatura con lo slogan: «Formati per il futuro, dal 753 a.C.».

## Partner
I partner ufficiali che avevano già sottoscritto l'accordo per sostenere l'offerta Roma 2024 erano stati i seguenti:
- Alitalia/Etihad Airways
- BNP Paribas
- Enel
- Eni
- UnipolSai
- TicketOne (fornitore ufficiale)